# Raidar Müller-Elmau
Raidar Müller-Elmau (* 3. Dezember 1933 in Gera; † 14. Februar 2003 in München; auch Raidar Müller oder Reidar Müller) war ein deutscher Schauspieler.

## Leben und Wirken
Raidar Müller-Elmau entstammte einer Theaterdynastie; er war der Sohn des bekannten Theaterschauspielers Eberhard Müller-Elmau und der Opernsängerin Gerda Kuntzsch. Sein jüngerer Bruder Markwart ist noch heute als Theaterschauspieler und -regisseur tätig. Tochter Katharina ergriff ebenfalls den Schauspielberuf, während sein älterer Sohn Alexander als Bühnenbildner, Autor und Regisseur arbeitet und sein jüngerer Sohn Simon als Filmproduzent in Erscheinung trat. Seine Nichte Natalie Müller-Elmau ist 3sat-Koordinatorin im ZDF.
Raidar Müller-Elmau debütierte 1951 am Stadttheater in Mainz. Von 1953 bis 1957 gehörte er dem Ensemble des Landestheaters in Darmstadt an und von 1957 bis 1958 hatte er ein Engagement bei den Städtischen Bühnen in Münster.
Neben seiner Bühnentätigkeit nahm er auch immer wieder Filmangebote an. Nachdem er bereits 1954 in dem Heimatfilm Schloß Hubertus aufgetreten war, wurde der dunkelhaarige Darsteller mit den beiden Immenhof-Produktionen Hochzeit auf Immenhof (1956) und Ferien auf Immenhof (1957) an der Seite von Heidi Brühl und Angelika Meissner recht populär. Danach folgten Auftritte in Filmen wie Kriegsgericht von Kurt Meisel und Kirmes von Wolfgang Staudte. Zunächst trat er noch als „Raidar Müller“ auf; erst später verwendete er den Doppelnamen Müller-Elmau. Der zweite Namensbestandteil geht auf Schloss Elmau zurück, das sein Großvater Johannes Müller 1916 hatte bauen lassen und nach dem sich seine Nachkommen in der Regel benannten.
Im Laufe der Zeit konzentrierte sich Müller-Elmau wieder auf seine Theaterlaufbahn. Er war in festem Engagement unter anderem in Heidelberg, Göttingen, Braunschweig, von 1980 bis 1988 am Schauspielhaus Düsseldorf und anschließend (bis 1994) am Bayerischen Staatsschauspiel, danach arbeitete er frei am Theater und für das Fernsehen. Schon 1959 hatte er in Die gute Sieben sein Fernsehfilm-Debüt gegeben. Es kamen weitere Rollen in Krimiserien wie SOKO 5113, Ein Fall für zwei und in der Daily Soap Marienhof hinzu. Müller-Elmau zählte jedoch nie zu den großen TV-Stars. Nach langer Kinoabstinenz war er erst 1992 wieder in einem Spielfilm (Kleine Haie) zu sehen. Es sollte sein letzter Leinwandauftritt bleiben.
Raidar Müller-Elmau, der auch als Schauspiellehrer tätig war, starb 2003 im Alter von 69 Jahren an Krebs.

## Filmografie (Auswahl)
- 1954: Schloß Hubertus
- 1956: Hochzeit auf Immenhof
- 1957: Die Freundin meines Mannes
- 1957: Ferien auf Immenhof
- 1958: Es war die erste Liebe
- 1958: Piefke, der Schrecken der Kompanie
- 1958: U 47 – Kapitänleutnant Prien
- 1959: Kriegsgericht
- 1959: Hubertusjagd
- 1959: Die gute Sieben
- 1960: Kirmes
- 1961: Kalamitäten
- 1978: SOKO 5113: Berber sterben einsam
- 1980: Katharina Knie (Fernsehfilm)
- 1981: Ein Fall für zwei: Die große Schwester
- 1983: Diese Drombuschs:  Das provozierte Verhängnis
- 1985: Der Fahnder: Lebensabend
- 1985: Liebling Kreuzberg: Hirngespinste
- 1986: Ein Fall für zwei: Todestag
- 1987: Ein Fall für zwei: Irgendwann
- 1992: Kleine Haie
- 1991: Unter Kollegen (Fernsehfilm)
- 1991: Forsthaus Falkenau: Sorgen
- 1992: Marienhof  (mehrere Folgen)
- 1992: Wehner – die unerzählte Geschichte (Fernsehfilm)
- 1993: Der Komödienstadel: Die Kartenlegerin
- 1994: Ein Herz für Laura (Fernsehfilm)
- 1995: Der Trinker (Fernsehfilm)
- 1995: Hotel Mama (Fernsehfilm)
- 1996: Charleys Tante (Fernsehfilm)
- 1997: Der Bulle von Tölz: Tod in der Brauerei
- 1997: Der Bulle von Tölz: Eine Hand wäscht die andere
- 1997: Hotel Mama – Die Rückkehr der Kinder (Fernsehfilm)
- 1997: Im Fegefeuer der Lust (Fernsehfilm)
- 1997: Operation Phoenix – Jäger zwischen den Welten: Das Baby und die Bestie (Pilotfilm)
- 1998: Deine besten Jahre (Fernsehfilm)
- 1998: Supersingle (Fernsehfilm)
- 1998: Forsthaus Falkenau – Das Ungeheuer
- 1999: AEON – Countdown im All (Fernsehfilm)
- 1999: Wilder Kaiser (Fernsehfilm)
- 2001: Bobby (Fernsehfilm)

## Bühnenauftritte (Auswahl)
- 1953: Das Zeitalter der Angst (Zimmerspiele Mainz)
- 1982: Reigen nach Arthur Schnitzler (Düsseldorfer Schauspielhaus) – Regie: Volker Hesse
- 1985: Professor Bernhardi nach Arthur Schnitzler – Regie: Volker Hesse
- 1991: Maria Stuart mit Rosel Zech – Regie: Thomas Schulte-Michels